# Champsodon guentheri
Champsodon guentheri és una espècie de peix marí pertanyent a la família dels campsodòntids i a l'ordre dels perciformes.

## Descripció
El cos (allargat, lleugerament comprimit i recobert d'escates petites i aspres que no se superposen) fa 14 cm de llargària màxima i és de color marronós al dors, argentat als flancs i el ventre, i amb taques fosques al llarg de la línia mitjana. 4-6 espines i 18-23 radis tous a les dues aletes dorsals i cap espina i 16-21 radis tous a l'anal. Aletes pectorals amb 12-16 radis tous i pelvianes amb 1 espina i 5 radis tous. Aleta caudal forcada. Aleta anal similar en longitud i forma a la segona aleta dorsal. 29-33 vèrtebres. Ulls grans. Boca gran i obliqua. El maxil·lar no s'estén més enllà del marge posterior dels ulls. Premaxil·la amb dues fileres de dents: la interna les té allargades i en forma d'agulles, mentre que les de l'externa són més curtes. Vòmer amb dents. La regió entre les bases de les aletes pectorals i pelvianes no té escates. Dues línies laterals contínues. 11-14 branquiespines. Absència d'escates a l'abdomen. La part ventral de la mandíbula inferior i els voltants de les fileres transversals de porus sensorials presenten escates.

## Alimentació
El seu nivell tròfic és de 3,36.

## Hàbitat i distribució geogràfica
És un peix marí i batipelàgic (entre 210 i 1.020 m de fondària), el qual viu a la conca Indo-Pacífica: el talús continental des del Japó fins a Austràlia (hi és present a Austràlia Occidental, Nova Gal·les del Sud i Queensland, però absent del Territori del Nord i el golf de Carpentària), incloent-hi el mar de la Xina Meridional, el mar Groc, el nord-est i el sud de Taiwan, les illes Filipines, Indonèsia, Papua Nova Guinea i Nova Caledònia.

## Observacions
És inofensiu per als humans, el seu índex de vulnerabilitat és baix (10 de 100) i no té cap valor comercial.